# Parafia św. Antoniego w Mińsku
Parafia św. Antoniego w Mińsku – rzymskokatolicka parafia znajdująca się w archidiecezja mińsko-mohylewskiej, w dekanacie Mińsk-Zachód, na Białorusi.

## Historia
Parafia została zarejestrowana w 1996 r. Od 2005 roku parafia wynajmuje salę, gdzie odbywają się Msze Święte.
W 2009 roku parafia otrzymała plac pod budowę kościoła przy ul. Jesienina na osiedlu Malinówka. Od 2012 r. trwa budowa świątyni.  